# Le Crucifiement de saint Pierre
Le Crucifiement de saint Pierre (en italien Crocifissione di san Pietro) est un tableau de Caravage dont l'artiste réalise deux versions successives sur commande du trésorier pontifical Tiberio Cerasi. C'est la seconde version qui est actuellement visible et conservée à l'église Santa Maria del Popolo de Rome, la première ayant disparu. Le tableau est peint le plus probablement vers 1600-1601.

## Historique
Le 24 septembre 1600, l'évêque Tiberio Cerasi, trésorier pontifical, passe officiellement commande à Caravage de deux tableaux pour une somme totale de 400 écus afin d'orner la chapelle qu'il vient d'acquérir dans l'église Santa Maria del Popolo de Rome pour y être inhumé à sa mort : Caravage doit fournir une Conversion de saint Paul et un Crucifiement de saint Pierre qui se feront face dans la chapelle,.
Livrées six mois plus tard — soit après le décès du commanditaire qui a lieu le 3 mai 1601 —, les œuvres initiales auraient été refusées. Cette théorie du refus n'est toutefois pas attestée avec certitude, et fait l'objet d'un débat parmi les historiens de l'art. Elles sont remplacées par des œuvres sur toile que Caravage semble achever en septembre de la même année. Ces deuxièmes versions ne sont installées dans la chapelle qu'au printemps 1605 ; et en termes stylistiques, l'écart est si grand d'une conception à l'autre qu'il est permis d'estimer que plusieurs années s'écoulent entretemps : une réalisation finale en 1604 est donc plausible.
Seule la première version de La Conversion de saint Paul subsiste dans une collection privée romaine. La première version du Crucifiement de Saint Pierre a quant à elle disparu.

## Description
L'iconographie chrétienne, qui sert de référence au peintre pour ce tableau, est tirée des Actes de Pierre, un texte apocryphe où il est annoncé que Pierre fut crucifié la tête en bas car il s'estime « [indigne] de mourir de la même façon que [son] Maître Jésus ».
Le cadrage resserré, le décor dépouillé, le fond sombre, la scène simple et débarrassée de détails superflus ramène le spectateur à l'essentiel, à l'action elle-même, prise sur le vif.

## Analyse
La disposition des personnages forme une sorte d'hélice, entraînant une impression de mouvement ascendant autour de la croix, en train d'être dressée. Le moment même du martyre est donc dépeint en plein action. Pierre porte son regard vers l'autel de la chapelle, extérieur au tableau, indiquant au commanditaire propriétaire de la chapelle familiale, l'unique voie du salut, dans le courant de la Contre-Réforme initiée par le Concile de Trente en réponse aux protestants et aux critiques contre l'art exagéré du maniérisme. Dans son propos habituel, Caravage utilise des figures populaires pour incarner les tortionnaires de Pierre : les figures et les poses utilisées sont probablement celles d'ouvriers de la carrière de calcaire de San Pietro in Montorio comme le souligne Roberto Longhi dans son analyse du tableau.

### Ouvrages
- Laurent Bolard, Caravage, 1571-1610, Paris, Fayard, 2010, 282 p. (ISBN 978-2-213-63697-9).
- Sybille Ebert-Schifferer (trad. de l'allemand par Virginie de Bermond et Jean-Léon Muller), Caravage, Paris, éditions Hazan, 2009, 319 p., 32 cm (ISBN 978-2-7541-0399-2).
- Gérard-Julien Salvy, Le Caravage, Paris, Gallimard, coll. « Folio biographies », 2008, 317 p. (ISBN 978-2-07-034131-3).